# Leptothelaira orientalis
Leptothelaira orientalis är en tvåvingeart som beskrevs av Louis-Paul Mesnil och Hiroshi Shima 1979. Leptothelaira orientalis ingår i släktet Leptothelaira och familjen parasitflugor.
Artens utbredningsområde är Vietnam. Inga underarter finns listade i Catalogue of Life.